# Цена успеха
«Цена успеха» (англ. Double Platinum; досл. — «двойная платина») — американский музыкальный драматический телефильм 1999 года режиссёра Робера Аллана Акермана. Главные роли исполнили Дайана Росс и Брэнди Норвуд.

## Сюжет
Подстроив результаты конкурса на радио, всемирно известная певица Оливия Кинг (Росс) признаётся 18-летней участнице Кайле (Брэнди) на их призовой встрече, что является её матерью и бросила ту во младенчестве вместе со своим мужем. Кайла, бывшая поклонницей Оливии, оказывается сильно обозлена таким откровением, но девушка решает воспользоваться связями артистки для реализации собственных творческих амбиций. В дальнейшем они становятся соперницами по сцене. В конечном счёте сблизившись с матерью после предательства своего возлюбленного — музыкального продюсера, Кайле удаётся примириться с мыслью, что не все могут дать то, чего от них ожидаешь.

## В ролях
- Дайана Росс — Оливия Кинг
- Брэнди Норвуд — Кайла Харрис
- Кристин Эберсоул — Пегги
- Аллен Пейн — Рик Ортеги
- Брайан Стоукс Митчелл — Адам Харрис
- Харви Файерстин — Гэри Миллстайн
- Роджер Рис — Марк Реклер
- Саманта Браун — Ройана
- Ed Lover — Арди
- Питер Фрэнсис Джеймс — Мартин Холли
- Сэм Джагер — официант
- Адриан Ленокс
- Бернард Аддисон
- Дебби Матенопулос

## Релиз
Премьера фильма состоялась 16 мая 1999 года на телеканале ABC. Фильм занял 16-е место среди самых популярных программ США за неделю, согласно рейтингу Nielsen. Позднее фильм неоднократно повторялся на телеканалах VH1, MTV, BET, Centric и других.

## Саундтрек
По ходу фильма актрисы исполняют песни из своих последних на тот момент альбомов.
- Дайана — из альбома Every Day Is a New Day :

«He Lives In You»
«Until We Meet Again»
«Carry On»
«Someone That You Loved Before»
- Брэнди — Never Say Never :

«Have You Ever»
«Almost Doesn’t Count»
«Happy»
Песня «Love Is All That Matters» была исполнена певицами специально для фильма.